# Andreas Herzog
Andreas Herzog, född 10 september 1968 i Wien,  är en österrikisk tidigare fotbollsspelare, mittfältare.

## Karriär
Andreas Herzog är Österrikes meste landslagsman i fotboll och hade en framgångsrik karriär i tyska Bundesliga. Herzog hade sina största framgångar med SV Werder Bremen och hann även med en kort sejour i Bayern München. Herzog spelade som playmaker och är en av Österrikes största spelare genom tiderna. Han debuterade i landslaget redan som 19-åring och gjorde sin sista landskamp 2003. Herzog är den förste österrikiske landslagsspelaren att spela över 100 landskamper.
Herzog är känd för att ha gjort segermålet mot Sverige i VM-kvalet 1997. Målet gav Österrike förstaplatsen i kvalgruppen och därmed tog man sig, på Sveriges bekostnad, till VM i Frankrike 1998.
Herzog slutade spela 2004.

## Meriter
- 103 A-landskamper för Österrikes fotbollslandslag (1988-2003)
- VM i fotboll: 1990, 1998
- Tysk mästare 1993
- Tysk cupmästare 1994, 1999
- Österrikisk mästare 1987, 1988

### Fotnoter
1. ↑  ”Herzog, Andreas” (på tyska). kicker.de. http://www.kicker.de/news/fussball/bundesliga/vereine/1-bundesliga/1992-93/werder-bremen-4/93/spieler_andreas-herzog.html. Läst 1 september 2011.